# Nahuelsat
A Nahuelsat S.A. era uma empresa argentina criada para operar satélites. A Nahuelsat foi criada na década de 90 como parte de um projeto argentino para colocar no espaço alguns satélites geoestacionários, assim, como fez a Embratel no Brasil na década de 80. O primeiro e único satélite lançado sob contrato da empresa foi o Nahuel 1A na posição orbital de 72 graus oeste em 1997.
Após o fracasso desse projeto e os problemas enfrentados pela Nahuelsat a posição orbital foi repassada para a SES World Skies. Que colocou o satélite AMC-6 na posição orbital de 72° W, para continuar prestando os serviços via satélite para a Argentina já que o Nahuel 1A estava no final de sua vida útil e não havia nenhum satélite argentino para substituí-lo.

## História
Em 1993, o governo argentino, através de um concurso internacional, foi concedido à licença de operação do Sistema Satelital Nahuel, ocupando as posições da órbita geoestacionária correspondente a Argentina.
Os vencedores, uma união transitória de empresas formada por: Daimler Benz-Aerospace (Alemanha), Aerospatiale (França) e Alenia Spazio (Itália), fundó a Nahuelsat S.A., que tinha também:
Parceiros internacionais:  International Finance Corporation (IFC, do Banco Mundial), Lam-pebank Internacional e GE Capital Global Satélites, Inc.
Parceiros Regionais: Publicom (grupo Telecom Argentina), o grupo Banco Provincia, Gropo Bisa e Antel (Uruguai). Começou na Argentina, em 1993, a operar o Sistema Satelital Nahuel Transitório, com os satélites Nahuel C1 e Nahuel C2, que cobria a Argentina, Chile, Paraguai, Uruguai e sul do Brasil, para a colocação em funcionamento do Sistema Satelital Nahuel definitivo, em 1996.
O primeiro e único satélite da empresa foi o Nahuel 1A lançado a partir do Centro Espacial de Kourou, na Guiana Francesa .
O satélite Nahuel 1A começou operar no início de 1997, fazendo cobertura desde a Terra do Fogo até o sul dos Estados Unidos, com vigas otimizadas para a região. Um feixe para a Argentina e seus vizinhos, um para o Brasil e um terceiro feixe em geral para todos os países latino-americanos.
Através de acordos comerciais recíprocos com a Telecomm do México e a Embratel no Brasil, são adicionados à cobertura de banda Ku do satélite Nahuel, com as coberturas em Banda C dos satélites Solidaridad e Brasilsat.

## Satélites que foram operados pela Nahuelsat
| Satélite  | Fabricante                                           | Data do lançamento    | Veiculo de lançamento | Estado    | Nota                                                                  |
| --------- | ---------------------------------------------------- | --------------------- | --------------------- | --------- | --------------------------------------------------------------------- |
| Nahuel 1A | Dornier Satellitensysteme (prime) Aerospatiale (bus) | 31 de janeiro de 1997 | Ariane-44L            | Inativo   |                                                                       |
| Nahuel 1B | Dornier Satellitensysteme (prime) Aerospatiale (bus) | Não foi lançado       | Longa Marcha-3C       | Cancelado | O lançamento do mesmo foi cancelado. Lançado posteriormente como GE-5 |
| Nahuel I1 | Hughes                                               | 12 de abril de 1985   | Discovery             | Inativo   | também conhecido por Anik C1, Telesat 9, Nahuel C1 e Brasil 1T        |
| Nahuel I2 | Hughes                                               | 18 de julho de 1983   | Challenger            | Inativo   | também conhecido por Anik C2, Telesat 7 e Nahuel C2                   |